# Propagace řetězce
Propagace řetězce (nebo jen propagace) je krok při chemické reakci, kdy se reaktivní meziprodukt v podobě radikálu nebo iontu průběžně obnovuje řetězovou reakcí. Jako příklad může sloužit chlorace methanu, kde jako přenašeče řetězců slouží atomy chloru a methylové radikály:
•Cl + CH4 → HCl + •CH3
•CH3 + Cl2 → CH3Cl + •Cl
Celková rovnice vypadá takto:
CH4 + Cl2 → CH3Cl + HCl.

## Polymerizace
Při řetězcových polymerizacích reagují v jednotlivých propagačních krocích koncové skupiny polymerů s dalšími monomery za přesunu reaktivní skupiny na konec molekuly. Přenašečem řetězce je zde molekula polymeru s reaktivní koncovou skupinou:
{\displaystyle (-M-)_{n}(polymer)+M(monomer)\rightarrow (-M-)_{n+1}}